# USS Twiggs (DD-127)
Pour les autres navires du même nom, voir USS Twiggs et HMS Leamington.
L’USS Twiggs est une destroyer de classe Wickes de l'United States Navy en vue de la Première Guerre mondiale. Cependant mis en service après, il est le plus souvent mis en réserve puis est transféré en 1940 à la Royal Navy et sert aussi dans la Marine royale canadienne pendant la Seconde Guerre mondiale sous le nom de HMS Leamington, puis le 16 juin 1944 à la Marine soviétique, rebaptisé Zhguchy, jusqu'en 1949. Il revient finalement au Royaume-Uni, apparaît dans le film Commando sur Saint-Nazaire et est démoli le 26 juillet 1951.

## Histoire

### United States Navy
Le navire est baptisé en hommage à l'officier américain du XIXe siècle Levi Twiggs.
Après le rodage, le destroyer rejoint la Division de Destroyers 16 (DesDiv 16), l'Escadron de Destroyers 4 (Desron 4), Pacific Fleet, fin octobre 1919 et opère à partir de San Diego, lors de croisières d'entraînement jusqu'au printemps 1922. Le Twiggs est classé DD-127 le 17 juillet 1920 lors de l'attribution de numéros de coque alphanumériques à toute la Navy. Une combinaison de facteurs (augmentation des coûts d'exploitation, pénurie de main-d'œuvre et climat général anti-militaire qui suit la Première Guerre mondiale) entraîne une réduction de la flotte active de la Marine. En conséquence, le Twiggs est déclassé à San Diego le 24 juin 1922.
Après presque huit ans d'inactivité, le Twiggs est remis en service le 20 février 1930 à San Diego. Il devient le navire amiral de la DesDiv 14 et mène des opérations au large de San Diego avec la Battle Fleet jusqu'à la fin de l'année. Début février 1931, il se dirige vers le sud depuis San Francisco avec la Battle Fleet pour participer à la concentration annuelle de la flotte avec la Scouting Fleet. À la fin des exercices, le 15 mars 1931, le Twiggs est réaffecté à la Scouting Fleet, qui est bientôt rebaptisée Scouting Force à la suite de la réorganisation de la flotte du 1er avril 1931. Le nouveau port d'attache du Twiggs était Charleston (Caroline du Sud), d'où il opère comme navire amiral de la DesDiv 7 jusqu'à la fin du printemps 1933. Entre le 1er avril et le 1er juillet 1933, il rejoint les destroyers de la Battle Force sur la côte ouest en tant qu'unité de DesDiv 6, DesRon 2. Le destroyer est entièrement actif jusqu'au 1er novembre 1933, date à laquelle il rejoint la réserve tournante DesRon 20 à San Diego. Il y reste dans le statut de gardiennage, avec un équipage minimum à bord, jusqu'au 1er juillet 1934, date à laquelle il retourne en service actif avec la DesDiv 4, DesRon 2. Il opère à partir de San Diego avec les destroyers de la Battle Force jusqu'à fin 1936, date à laquelle il commence les préparatifs de déclassement. Le 6 avril 1937, le Twiggs est mis hors service et amarré à nouveau à San Diego.
L'Allemagne envahit la Pologne le 1er septembre 1939. Pour renforcer la Patrouille de neutralité que le président Franklin Roosevelt place autour de la côte est et des ports du Golfe, la Marine remet rapidement en service 77 destroyers et mouilleurs de mines légers en réserve à Philadelphie ou à San Diego. Dans le cadre de cette opération, le Twiggs est remis en service à San Diego le 30 septembre 1939, sous le commandement du commandant Lyman Knute Swenson.
En tant que navire amiral de la DesDiv 64, le DesRon 32, le Twiggs opère à partir de San Diego lors de croisières de rodage et d'entraînement jusqu'en novembre. En compagnie de huit de ses sister-ships, il transite par le canal de Panama début décembre. Peu après avoir atteint sa nouvelle base à Key West, en Floride, le Twiggs se met en route pour suivre le destroyer britannique HMS Hereward. Plus tard dans le mois, il rejoint son sister-ship Evans et le croiseur lourd Vincennes pour surveiller de près le croiseur léger australien HMAS Perth alors qu'il sillonne le golfe du Mexique en alerte pour intercepter le paquebot allemand Columbus qui tente de fuir la Royal Navy pour se mettre en sécurité en Allemagne.
Au cours de ses opérations ultérieures avec la DesDiv 64, le Twiggs effectue des patrouilles de neutralité, des croisières d'entraînement pour les contingents de la réserve navale, des pratiques de combat et des exercices jusqu'à l'été 1940.
En raison de l'évolution de la Seconde Guerre mondiale qui est une domination du Troisième Reich et la destruction des marines alliées, le Premier ministre britannique Winston Churchill fait appel à l'aide des États-Unis. À l'été 1940, le président Roosevelt et le Premier ministre concluent l'accord "Destroyers for Bases" : en échange du transfert de 50 destroyers de l'époque de la Première Guerre mondiale aux Britanniques, les États-Unis obtiendront des baux de 99 ans sur des bases stratégiques dans l'hémisphère occidental.
Le Twiggs commence à préparer son transfert vers la Grande-Bretagne. Il arrive à Halifax (Nouvelle-Écosse), le point de transfert de l'ensemble, le 16 octobre 1940. Le destroyer est désarmé de l'US Navy le 23 octobre et son nom est rayé de la liste le 8 janvier 1941.

### Royal Navy
Le 23 octobre 1940, le navire au pont flottant est remis à la Royal Navy et devient le HMS Leamington, avec le Pennant number G 19 et le commandant W. E. Banks, DSO, à son commandement. Il est transféré à Saint-Jean de Terre-Neuve, d'où il part le 4 novembre dans le cadre de la 4e flottille "Town", à destination des îles britanniques. En route vers Belfast, en Irlande du Nord, les destroyers traversent le théâtre de l'action menée le 5 novembre 1940 par le croiseur marchand armé HMS Jervis Bay, pour défendre le convoi HX 84, contre le cuirassé allemand Admiral Scheer. L'action retardatrice courageuse du Jervis Bay permet à 32 des 37 navires du convoi de s'échapper, bien que le Jervis Bay coule dans l'action. Le Leamington recherche des survivants mais ne trouve aucun signe de vie.
Le Leamington arrive au chantier naval de Devonport le 15 novembre, où il est réaménagé pour le service de la Royal Navy. Après une préparation et une formation, le destroyer est affecté au 2d Escort Group, Western Approaches Command, basé au port de Londonderry. Il effectue des missions d'escorte de convois à travers l'Atlantique jusqu'en 1941. Le 28 avril 1941, le Leamington est l'un des trois escorteurs détachés du convoi OB 314 pour renforcer le convoi HX 121, attaqué par des sous-marins allemands. Lorsque la corvette Gladiolus détecte un sous-marin sur son sonar, le Leamington et son sister-ship Roxborough rejoignent le Gladiolus pour attaquer le contact. Bien que le Gladiolus soit crédité du naufrage du sous-marin, les analyses d'après-guerre montreront que le sous-marin U-96 ne fut pas endommagé. Le 27 mai 1941, le Leamington fait partie de l'escorte du convoi OB 325 lorsqu'il entre en collision avec le navire marchand norvégien Thyra, qui coule, tuant cinq personnes à bord du navire marchand. Le Leamington est en réparation à Liverpool jusqu'en juillet de cette année-là, date à laquelle il rejoint le 2e groupe d'escorte, qui se rend en Islande en septembre
. Le 11 septembre, le 2e groupe d'escorte, comprenant le Leamington, est envoyé en renfort du convoi SC 42 sous une lourde attaque au large de la côte est du Groenland de la part des sous-marins de la rudeltaktik Markgraf, qui avaient déjà coulé 15 navires du convoi. Dans l'après-midi du 11 septembre, le Leamington et le destroyer HMS Veteran sont envoyés en avant du convoi pour enquêter sur l'observation par un avion d'un sous-marin en avant du convoi. Les deux destroyers aperçoivent l'U-207 à la surface et lancent une série d'attaques à la grenade sous-marine contre le sous-marin, qui est détruit sans laisser de survivants.
Le 23 mars 1942, le convoi de troupes rapide WS 17 quitte le Royaume-Uni pour Freetown, en Sierra Leone, avec le Leamington faisant partie de l'escorte du convoi. Le 27 mars 1942, le sous-marin allemand U-587 aperçoit le convoi et envoie un rapport d'observation par radio dans l'espoir que d'autres sous-marins pourraient être dirigés vers le convoi. Le destroyer Keppel capte la transmission et utilise la radiogoniométrie haute fréquence (HF/DF) pour diriger une attaque contre le sous-marin allemand avec le Leamington, le Grove, l'Aldenham et le Volunteer. Ils attaquent et coulent l'U-587 avec des charges de profondeur, le premier sous-marin coulé avec l'aide du HF/DF de bord.
Le 27 juin, le convoi PQ 17 part d'Islande pour Arkhangelsk, en Union soviétique, avec le Leamington rejoignant l'escorte rapprochée du convoi le 30 juin. Le 4 juillet, croyant que le cuirassé allemand Tirpitz et d'autres navires lourds sont sortis contre le convoi, le premier lord de la marine britannique, l'amiral Dudley Pound, ordonne que le convoi soit dispersé, l'escorte, y compris le Leamington, qui se retire vers l'ouest. Les navires isolés et sans escorte sont ainsi exposés aux attaques continues et sans opposition des sous-marins et des avions allemands. Au total, le PQ 17 perd 24 des 36 navires marchands, dont 21 sont coulés après l'ordre de dispersion.
Le Leamington est réaménagé à Hartlepool, en Angleterre, entre juillet et novembre 1942. Le 12 novembre, le navire marchand SS Buchanan, immatriculé au Panama, est torpillé par l'U-224. Treize jours plus tard, le Leamington, assisté par avion, localiser l'un des quatre canots de sauvetage du cargo et récupère à bord ses 17 marins indemnes.

### Marine royale canadienne
En novembre 1942, la Royal Navy transfère le Leamington à la Marine royale canadienne, rejoignant la Western Local Escort Force, escortant des convois de New York et Halifax, jusqu'au large de Terre-Neuve, où les convois sont remis à la Mid-Ocean Escort Force. Le navire connaît des conditions météorologiques extrêmement mauvaises, avec des conditions de givrage importantes, alors qu'il opère dans l'Atlantique Nord fin 1942 et début 1943. À un moment donné, le navire atteint Halifax après une violente tempête le 22 janvier 1943, recouvert du pont au pont avant de glace variant de 2 pieds (1 m) à 10 pieds (3 m) d'épaisseur.
En avril 1943, le Leamington entre en collision avec le dragueur de mines américain USS Albatross et est en réparation à Halifax jusqu'au 3 juin. Plus tard dans le mois, il entre en collision avec le navire marchand Mortimer et est réparé à Norfolk (Virginie), les travaux se poursuivant jusqu'en octobre 1943.

### Marine soviétique
Le 22 décembre, le Leamington quitte Halifax et retourne aux îles britanniques où il est repris par la Royal Navy. Après une période de service à Rosyth, en Écosse, le Leamington est placé en réserve à la Tyne. Cependant, le 16 juin 1944, les Britanniques prêtent le navire aux Russes, qui le rebaptisent Zhguchy (en russe : Жгучий, "ardent"). Le navire servit sous pavillon soviétique jusqu'en 1949.

### Retour au Royaume-Uni
Le navire est renvoyé en Grande-Bretagne en 1950, où il jouera dans le film Commando sur Saint-Nazaire, le rôle du HMS Ballantrae (ex-USS Whittier), qui illustre le raid sur Saint-Nazaire. Il est ensuite vendu à John Cashmore Ltd et démantelé à Newport (pays de Galles), le 26 juillet 1951.